# Saint-Marc-la-Lande

Saint-Marc-la-Lande este o comună în departamentul Deux-Sèvres, Franța. În 2009 avea o populație de 362 de locuitori.